# Tibellus parallelus
Tibellus parallelus là một loài nhện trong họ Philodromidae.
Loài này thuộc chi Tibellus. Tibellus parallelus được Carl Ludwig Koch miêu tả năm 1837.